# Bburago

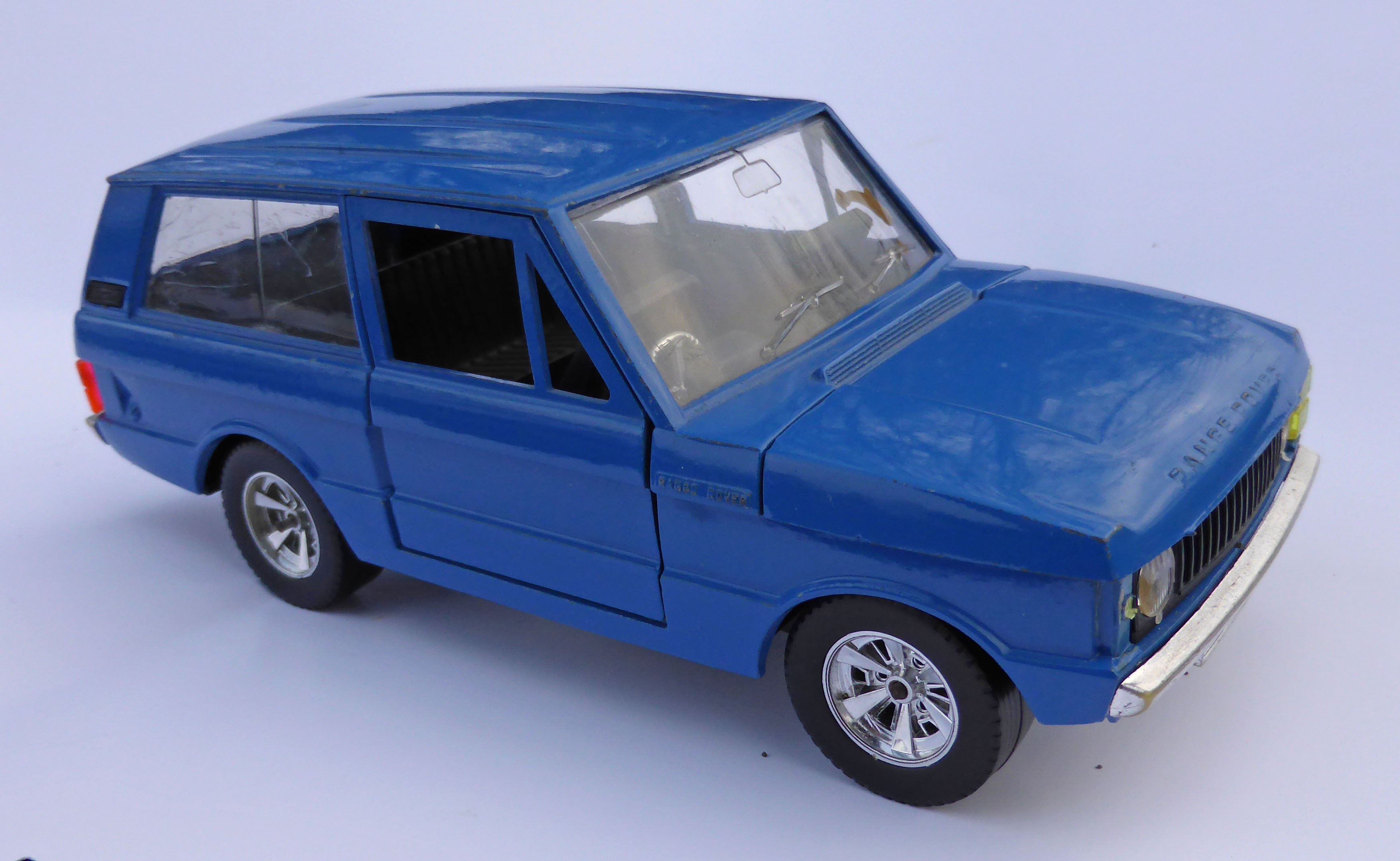
Bburago-Modell aus den 1970er Jahren im Maßstab 1 : 24: Range Rover

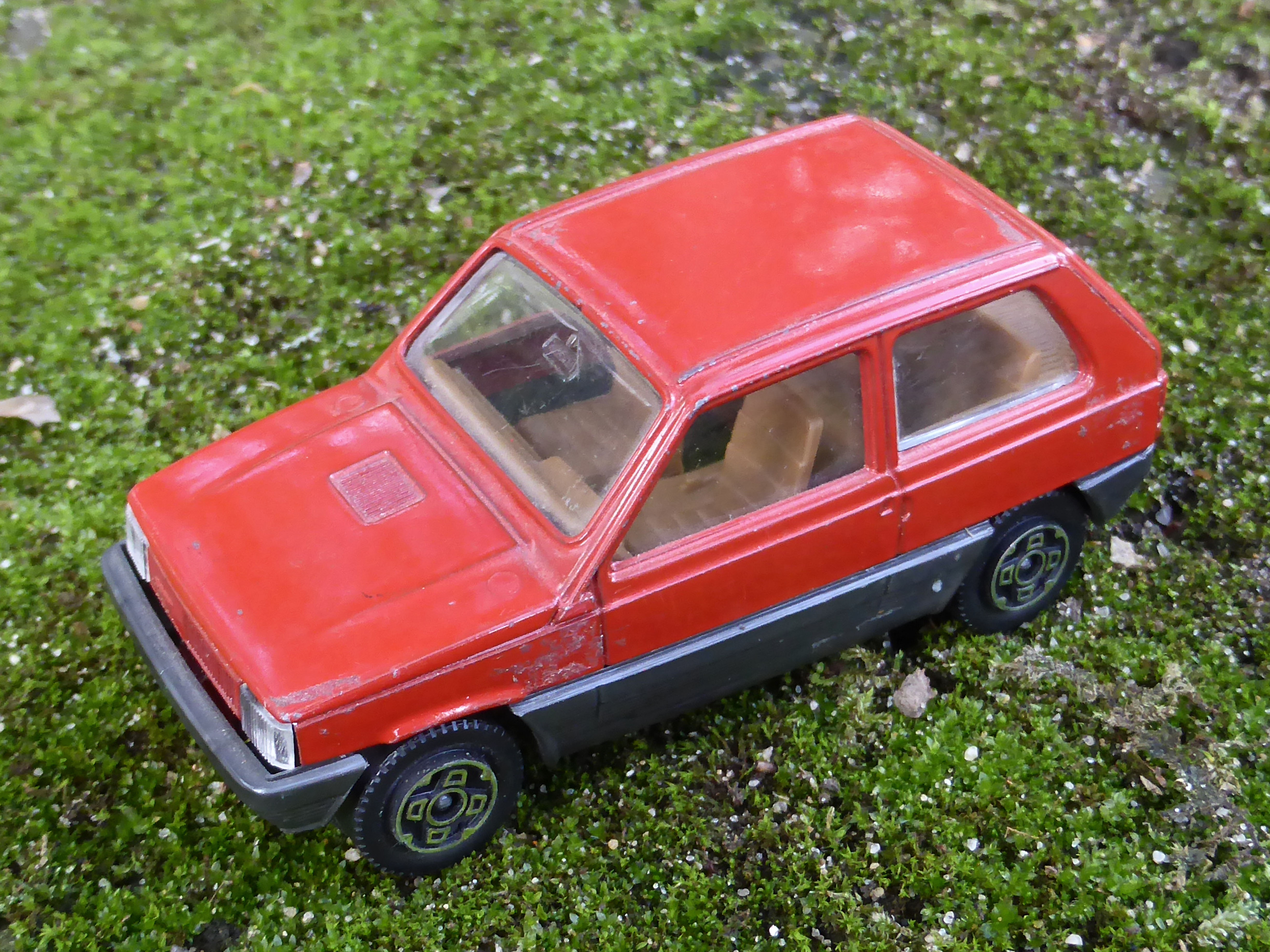
Bburago-Modell aus den 1980er Jahren im Maßstab 1 : 43: Fiat Panda

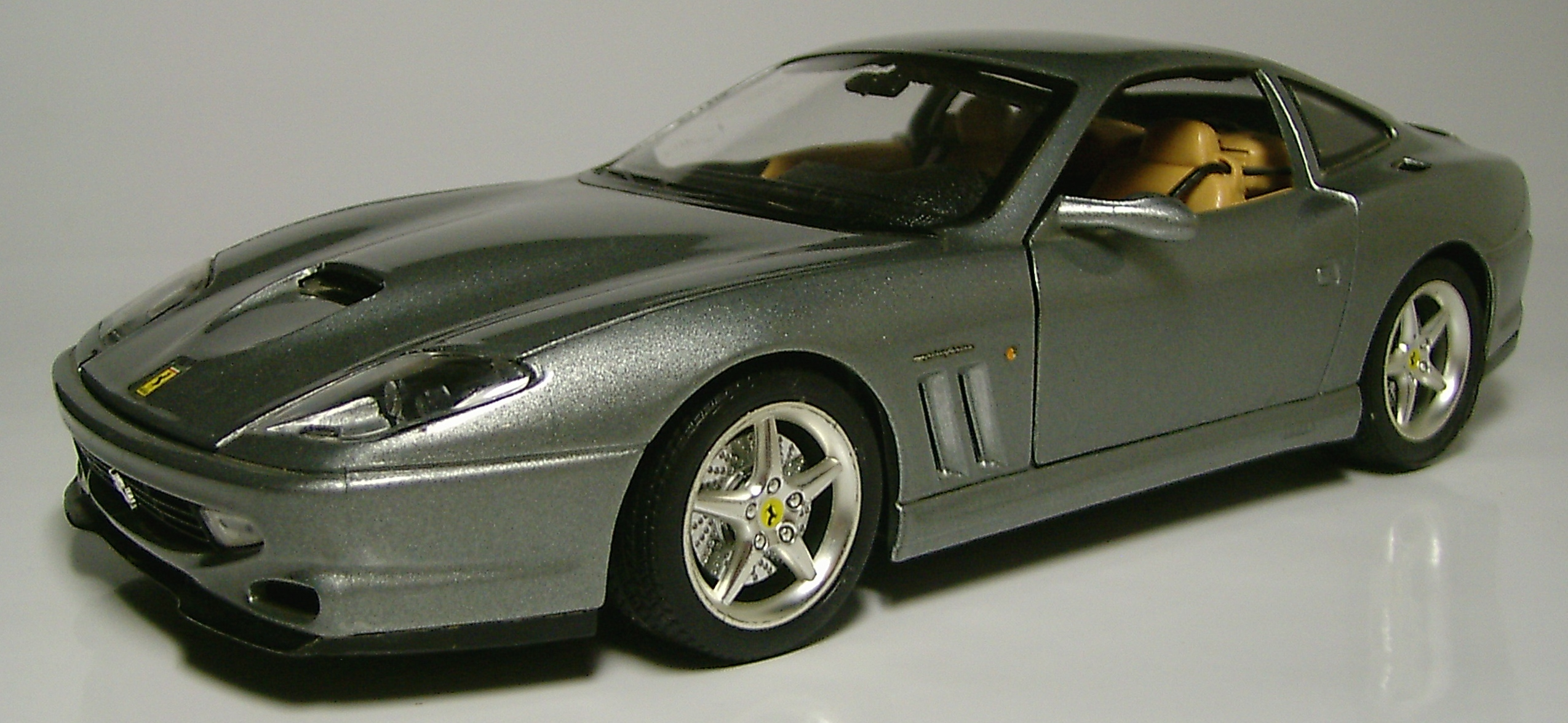
Bburago-Modell im Maßstab 1 : 18: Ferrari 550

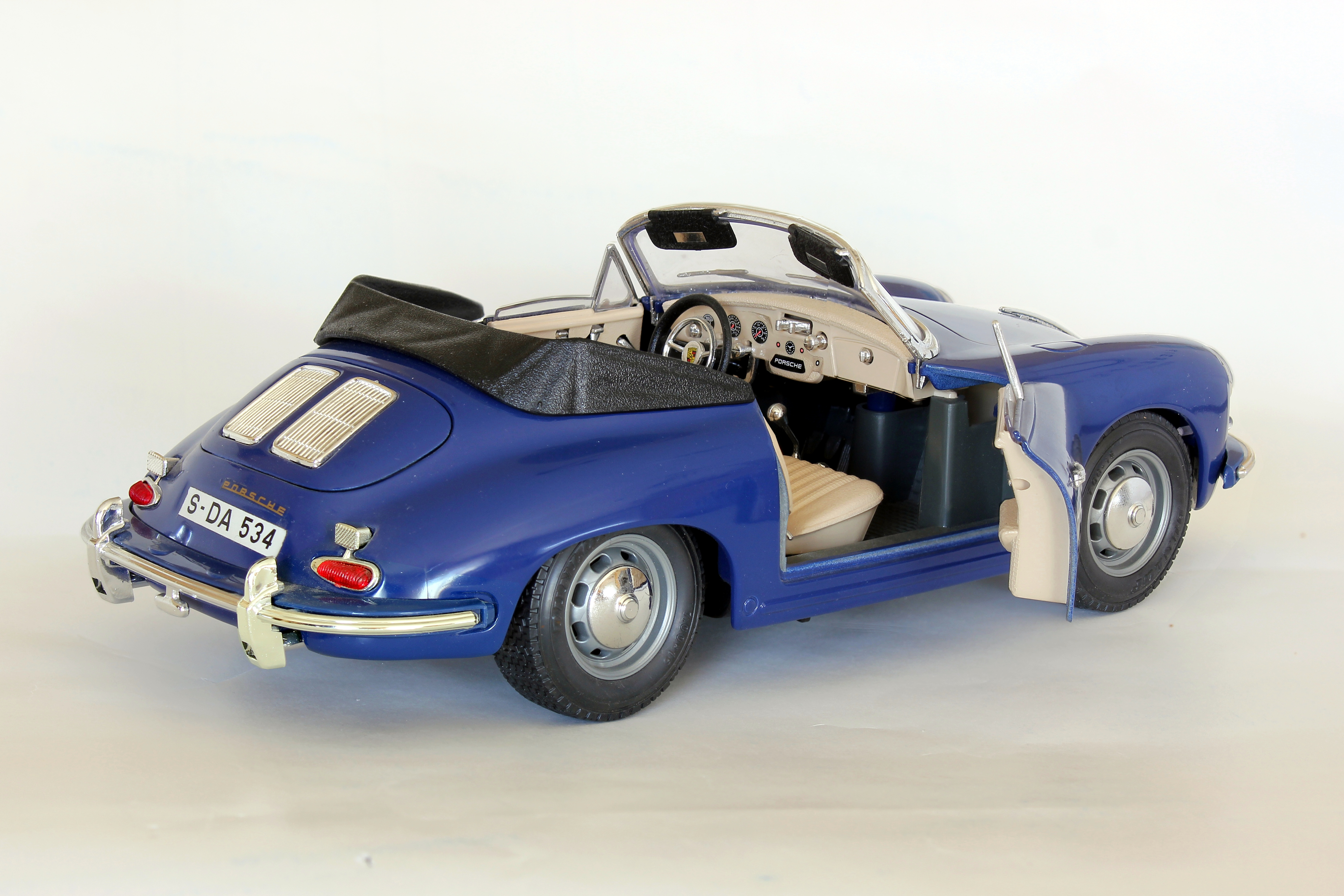
Porsche 356 B, Maßstab 1 : 18

Bburago ist ein italienischer Hersteller von Spielzeug- und Sammlermodellen aus Burago di Molgora. Die Marke wurde an MC-Toys verkauft und die Produktion 2007 nach China verlagert.

## Geschichte
Mario Besana produzierte seit den 1960er Jahren Spielzeug- und Modellautos unter dem Namen Mebetoys. Diese Marke verkaufte er in den frühen 1970ern an Mattel (u. a. Hot Wheels, Barbie) und startete erneut 1974 mit seiner neuen Marke Martoys.
Die Namensrechte musste er 1976 abgeben, da bereits die US-amerikanische Firma Marxtoys mit „Martoys“ warb.
Die Modelle wurden baugleich beibehalten und umbenannt in B-Burago (Besana - Burago di Molgora). Ab 1976 gab es ausschließlich Modelle im Maßstab 1/24 (0100er Serie).
Alle Modelle hatten dieselben Räder (es gab kleine Größenunterschiede und nur der Renault 5 hatte andere, bis zum Porsche 959, Ende der 1980er).
1977 kam der Vorläufer des Maßstab 1/18, ein Rolls-Royce Camargue im Maßstab 1/22.
Die ersten Modelle kennzeichnen sich durch eine geschlossene Verpackung ohne Blisterfenster und dem Zusatz „HAT“ (Hobby And Toys) aus. 1978 kamen nach und nach Blisterfenster zum Einsatz, so dass man das erste Mal überhaupt das Modell in der Verpackung sah. 1981 verschwand das „HAT“.
1977 startete die 1/14-Formel-1-Serie und somit kamen die ersten lenkbaren Räder.
1978 kam das erste 1/18 Modell: Mercedes SSKL.
Bburago setzte durch viele weitere Modelle den Maßstab 1/18 durch, der bis heute sehr populär ist. Es folgten ab 1980 „kit“-Modelle, also Bausätze im Maßstab 1/24 und etwas später auch 1/18. Im Gegensatz zu den Fertigmodellen mit Kunststoffstickern wurden hier „Nassschieber“ verwendet, also sehr dünne wasserlösliche Folien, die auf dem Modell vorsichtigst angebracht werden mussten.
Ab ca. 1981 gab es für kurze Zeit die Serie „Tons“ mit verschiedensten Variationen des Lkw Fiat 50NC im Maßstab 1/43 mit Originalverpackungen der Größe der 1/24 Modelle. Ab 1983 gab es auch (recht einfache) Modelle im Maßstab 1/43 und es kam eine „Cartoon“-Serie hinzu, da bekam ein Talbot Rancho Surfbretter, ein Lamborghini Cheetah (LM002) Maschinengewehre oder der Jeep Tom und Jerry.
Ca. 1985–1986 gab es die Serie auch in 1/18 „Pippo“ und „Paperino“ (Goofy und Donald Duck).
In den 1990ern kam noch eine 1/87-Schlüsselanhänger-Serie hinzu (geschlossen, komplett aus Metall).
Bburago fertigte im Auftrag viele Sonder- und Werbemodelle.
Bis heute sind nicht alle Modelle bekannt.
Mit dem Aufkommen von eBay sanken die Sammlerpreise deutlich, da die Modelle weltweit plötzlich viel einfacher erhältlich waren. Die Sammlerblase Maßstab 1/18 platzte Anfang der 2000er und viele Modelle, früher für mehrere Hundert Euro gehandelt, schrumpften auf unter 50 Euro.
Die ersten Rolls-Royce-Camargue-Modelle zeichneten sich durch den „Bürobutler“ mit „Mini Agenda“ aus und waren in grünmetallic und noch seltener blaumetallic erhältlich. Diese Modelle kosteten in den 1990ern um die 1000 DM, teils bis 1500 DM. Heute, falls überhaupt angeboten, liegen diese Modelle bei ca. 150 bis 200 Euro.
Als in den 1990ern das Lizenzrecht für Ferrarimodelle direkt an Mattel ging und Bburago die Trends ein ums andere Mal verschlief, sanken die Verkaufszahlen und der stolze Betrieb wurde um 2005 verkauft.
Es soll zu Tumulten bei der Demontage der Fabrik gekommen sein, da die Produktion nach China überführt wurde.